# Ліпя-Ґура-Мала
Ліпя-Ґура-Мала (пол. Lipia Góra Mała) — село в Польщі, у гміні Зблево Староґардського повіту Поморського воєводства.
Населення — 66 осіб (2011).
У 1975-1998 роках село належало до Гданського воєводства.

## Демографія
Демографічна структура станом на 31 березня 2011 року:
|          | Загалом | Допрацездатний вік | Працездатний вік | Постпрацездатний вік |
| -------- | ------- | ------------------ | ---------------- | -------------------- |
| Чоловіки | 39      | 8                  | 25               | 6                    |
| Жінки    | 27      | 3                  | 17               | 7                    |
| Разом    | 66      | 11                 | 42               | 13                   |